# Sirventès
 (juin 2025).
Si vous disposez d'ouvrages ou d'articles de référence ou si vous connaissez des sites web de qualité traitant du thème abordé ici, merci de compléter l'article en donnant les références utiles à sa vérifiabilité et en les liant à la section « Notes et références ».

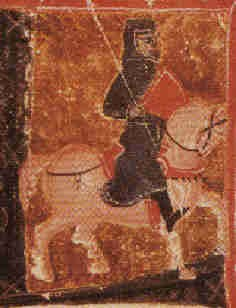
Bertran de Born, l’un des maîtres du sirventes politique.

Le sirvente ou sirventès ou sirventés est un poème à caractère satirique, politique ou moral que chantaient, en langue occitane, les troubadours des XIIe et XIIIe siècles.
Très en faveur dans la poésie en ancien occitan des XIIe et XIIIe siècles, le sirvente est le premier genre à distinguer dans cette poésie. Ces satires, qui étaient ordinairement divisées en couplets et destinées à être chantées comme les autres poèmes, s’attaquent aux princes, à la noblesse, au clergé, au Saint-Siège lui-même, en général aux personnes, aux événements, aux mœurs.
Les sirventes de Peire Cardenal peignent la corruption, l’orgueil et la cupidité des prêtres de l’époque avec une énergie effrayante. Quelques pièces de ce genre ont acquis l’importance de véritables manifestes politiques : c’étaient, comme les a qualifiées Villemain, « les pièces diplomatiques du temps. » Répandus dans les châteaux, ils annonçaient aux seigneurs les guerres imminentes, les griefs respectifs des partis ; ils poussaient à la croisade, secondant ainsi puissamment les prédications religieuses, et devenaient de véritables chants de guerre, comme les sirventes de l’un des maîtres du sirvente politique, Bertran de Born, dont la poésie a abordé des thèmes parfois très violents comme lorsqu’il chante les joies de la guerre.
Ces compositions, dans lesquelles il y a plus de violence que d’énergie, enseignent les idées et les coutumes de l’époque qui les a produites, quoiqu’il faille prendre garde aux exagérations que des ressentiments personnels ont pu y introduire.
Les sirventes n’étaient pourtant pas toujours satiriques ; ils comportaient tous les sujets qui n’appartenaient pas aux chansons d’amour.
Les trouvères empruntèrent ce genre de composition aux troubadours et lui donnèrent le nom de « serventois » en langue d'oïl.

## Source
- Gustave Vapereau, Dictionnaire universel des littératures, Paris, Hachette, 1876, p. 1885.